# Башло Володимир Іванович
Володимир Іванович Ба́шло (25 липня 1924, Олександрівка — 15 червня 2003, Львів) — український художник прикладного мистецтва і педагог.

## Біографія
Народився 25 липня 1924 року в селі Олександрівці (нині Херсонський район Херсонської області, Україна). Брав участь у німецько-радянській війні. У військовому званні червоноармійця служив у стрілецьких військах. Нагороджений трьома медалями «За відвагу» (30 вересня 1944; 30 листопада 1944; 15 квітня 1945), медалями «За перемогу над Німеччиною у Великій Вітчизняній війні 1941—1945 рр.» (9 травня 1945), «За взяття Будапешта» (9 червня 1945), «За взяття Відня» (9 червня 1945), орденом Вітчизняної війни ІІ ступеня (6 квітня 1985).
Протягом 1948—1953 років навчався в Одеському художньому училищі, був учнем Михайла Жука; у 1953—1959 роках продовжив здобувати мистецьку освіту в Львівському інституті прикладного та декоративного мистецтва, де навчався у Тараса Порожняка. Дипломна робота — керамічна скульптура «Баккараш» (керівник Михайло Бєляєв, оцінка — добре).
Упродовж 1959—1967 працював викладачем Львівського технікуму легкої промисловості; у 1967—1985 роках — старший викладач, у 1985—1996 роках — навчальний майстер кафедри художньої кераміки Львівського інституту прикладного та декоративного мистецтва. Під його керівництвом захистили диплом: Безпалків Роман Михайлович, Бурдейний Анатолій Павлович, Гащук Олександр Сергійович, Головко Михайло Дмитрович, Дворник Юрій Володимирович, Костенко Михайло Йосипович, Кундель Микола Григорович, Малованюк Іван Лазарович, Манюк Орест Ярославович, Скицюк Олена Іванівна, Турецький Іван Васильович, Юзьків Ярослав Богданович.
Помер у Львові 15 червня 2003 року.

## Творчість
Працював у галузі прикладного мистецтва (художня кераміка): виготовляв плакетки, пласти, дрібну пластику, ужитковий посуд, декоративні тарелі, свічники, вази. Серед робіт:
- ваза «Слава радянським китобоям» (1953, порцеляна[4]);
- бюст «Тарас Шевченко» (1964, майоліка[4]);
- скульптура «Руслан і Чорномор» (1967);

пласти
- «Максим Горький» (1968);
- «Володимир Ленін» (1970);
- «Козак з люлькою» (1971);
- «Бандуристка» (1971);
- «Арабка» (1968);
- «Лембик» (1969);
- «Геологія» (1969);
- «Лісова пісня» (1970);
- «Хвиля» (1970);
- «Косівський базар» (1972);

підсвічники
- «Скіф'янка» (1969);
- «Дракон» (1971);
- «Кораблик» (1971).

Брав участь у виставках з 1952 року.